# Luboš Hrbek
Luboš Hrbek (* 20. října 1969) je bývalý český fotbalový záložník.

## Hráčská kariéra
V československé nejvyšší soutěži zasáhl v ročníku 1992/93 do 6 utkání v dresu SK Dynamo České Budějovice, v nichž neskóroval. Do Dynama přišel z Netolic.
Hrál také v Rakousku za čtvrtoligový ASKÖ Donau Linz (Oberösterreich Liga).

## Ligová bilance
| Ročník                                   | Zápasy | Góly | Minuty | Klub                       |
| ---------------------------------------- | ------ | ---- | ------ | -------------------------- |
| 1. československá fotbalová liga 1992/93 | 6      | 0    | –      | SK Dynamo České Budějovice |
| CELKEM 1. LIGA                           | 6      | 0    | –      |                            |